# Ivo Pogorelich

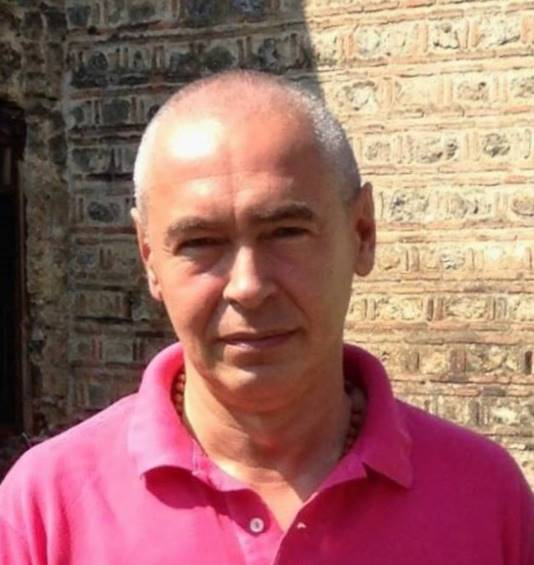
Ivo Pogorelich in 2015

Ivo Pogorelich (Ivo Pogorelić) (Belgrado, 20 oktober 1958) is een Kroatische pianist.

## Biografie
Pogorelich werd geboren als zoon van een contrabassist en kreeg zijn eerste muzieklessen toen hij zeven jaar oud was. Op zijn twaalfde ging hij naar Moskou om daar aan de centrale muziekschool te studeren bij Jevgeni Timakin. Daarna studeerde hij aan het Conservatorium van Moskou. In 1976 begon hij zijn studie bij de Georgische pianiste Aliza Kezeradze, die hem de traditie van de Liszt-Ziloti-school bijbracht. Ze trouwden in 1980.
In 1978 won Pogorelich de eerste prijs bij het Casagrande Concours in Terni, en in 1980 won hij de Montreal International Music Competition. Het beroemdst werd hij echter door de prijs die hij niet won: in 1980 nam hij deel aan het Internationaal Frederick Chopin Piano Concours in Warschau en hij werd in de derde ronde uitgeschakeld. De Argentijnse pianiste Martha Argerich was woedend, verklaarde openlijk dat hij een genie was en verliet uit protest de jury.
Zijn debuutrecital was in Carnegie Hall in 1981. Hij speelde veel solorecitals over de gehele wereld en heeft gespeeld met alle grote beroemde orkesten, zoals het Boston Symphony Orchestra, het London Symphony Orchestra, het Chicago Symphony Orchestra, de Wiener Philharmoniker, en de Berliner Philharmoniker. Pogorelich begon al snel met zijn opnames bij Deutsche Grammophon. Hij heeft werk opgenomen van Bach, Beethoven, Brahms, Chopin, Haydn, Liszt, Mozart, Moessorgski, Prokofjev, Rachmaninov, Ravel, Scarlatti, Skrjabin en Tsjaikovski.
Pogorelich voert acties voor humanitaire doelen. In 1986 richtte Pogorelich een stichting op om de carrières van jonge artiesten in zijn land – toen nog Joegoslavië – te promoten. Het Ivo Pogorelich Festival in Bad Wörishofen geeft sinds 1989 jonge artiesten de mogelijkheid om op te treden met bekende artiesten. In december van 1993 startte Pogorelich in samenwerking met de Ambassador Foundation in Pasadena, Californië de "International Solo Piano Competition". In 1994 hielp hij tijdens de Bosnische Burgeroorlog na het uiteenvallen van de Republiek Joegoslavië bij het verschaffen van medische ondersteuning in Sarajevo. Hij richtte een stichting op die liefdadigheidsconcerten organiseert. Verder hielp hij het Rode Kruis, hielp geld in te zamelen voor herbouw van Sarajevo, en steunde de strijd tegen ziektes zoals kanker en multiple sclerosis. In 1988 werd hij tot goodwillambassadeur van de UNESCO benoemd.
Toen zijn vrouw Aliza in 1996 overleed trok hij zich steeds meer terug en trad nagenoeg niet meer op, maar tegenwoordig is hij weer actief.
Pogorelich staat bekend om zijn eigenzinnige en subjectieve interpretaties, die veel critici als maniërisme bestempelen. Met genuanceerde en kleurrijke aanslag creëert hij soms een spanningsvolle klankwereld, waarin de grenzen van de structuur van de partituur overstegen worden.

## Keuze uit zijn discografie
- Bach, Engelse suites nr. 2 en 3; Domenico Scarlatti, 4 sonates
- Ludwig van Beethoven, pianosonate nr. 32 in c-mineur op. 111
- Tsjaikovski, concert voor piano en orkest nr. 1 in bes mineur opus 23, 1986 met London Symphony Orchestra onder leiding van Claudio Abbado
- Frédéric Chopin, preludes op. 28
- Frédéric Chopin, scherzi 1 - 4
- Frédéric Chopin, pianoconcert nr. 2, 1983 met het Chicago Symphony Orchestra onder leiding van Claudio Abbado
- Frédéric Chopin, polonaise op. 44
- Moessorgski, Schilderijententoonstelling; Maurice Ravel, Valses nobles et sentimentales
- Schumann, symphonische Etudes, Toccata; Beethoven, pianosonate nr. 32 in c-mineur op. 111
- Tsjaikovski, pianoconcert nr. 1 met het London Symphony Orchestra onder leiding van Claudio Abbado
- Domenico Scarlatti, sonates
- Johannes Brahms, Intermezzi op. 117, Rapsodieën op. 79
- Maurice Ravel, Gaspard de la nuit
- Wolfgang Amadeus Mozart, pianosonate nr. 11

## Bron
1. ↑  "C comme Chopin", in Improvisation so piano, Jean-Pierre Thiollet, Neva Editions, 2017, p. 29. ISBN 978-2-35055-228-6

- Biblioteca Nacional de España: XX1307345
- Bibliothèque nationale de France: cb138985662 (data)
- CiNii: DA04096690
- Gemeinsame Normdatei: 134486544
- International Standard Name Identifier: 0000 0001 1450 6377
- Library of Congress Control Number: n82136582
- MusicBrainz: a6066607-f5dd-480c-81a2-b6241ab8f24a
- Nationale Bibliotheek van Tsjechië: xx0046764
- Nationale Bibliotheek van Israël: 987007454054905171
- Nederlandse Thesaurus van Auteursnamen: 070757550
- SNAC: w644811b
- Système universitaire de documentation: 137947763
- Virtual International Authority File: 85595226
- WorldCat: E39PBJgt7yjxBwmHG93Q6WjHmd